# アカシマサシガメ
アカシマサシガメ Haematoloecha nigrorufa はサシガメ科のカメムシの1種。黒の地色に赤い斑紋があって美しい。地上性でヤスデ類を喰う。

## 特徴
体長12mm程度のカメムシで、黒地に赤の斑紋があって美しい。頭部は黒く、先端は尖っており、側面にある複眼はよく目立つ。触角は4節からなり、全体に黒褐色でその側面に剛毛が多い。触角は第1節が一番太く、第3節は2個の小節に分かれ、第4節は4個の小節からなる。前胸背は朱紅色で光沢があり、中央部ではっきりとくびれ、中央部分には十文字の陥没部があり、また後半部の両側縁沿いには縦向きの陥没部があり、それらは黒くなっている。小楯板は黒く、先端は多少赤みを帯び、また先端部は2つに分かれている。前翅はほぼ腹部の末端に達する長さで、前半の鞘状部の前の縁添いと後半の膜質部に接する部分とが朱紅色になっている。腹部の側面、畳んだ前翅の横にはみ出すキチン板の部分は前半が朱紅色で後半が黒になっており、見た目では横縞模様に見える。腹面はほぼ黒であるは、縁と中央部分が赤みを帯びる。歩脚は赤みを帯びた黒色で、第1脚の腿節が特に太くなっている。

## 生態など
地表性のサシガメで、植物の根元や石の下から発見されることが多い。
ヤスデ類をよく捕食する。本種を含むビロウドサシガメ亜科のサシガメはヤスデ類をもっぱら獲物とする。

## 分布
日本では本州、四国、九州、伊豆諸島、対馬、壱岐に分布し、国外では朝鮮半島と中国から知られている。琉球列島の石垣島と与那国島からも記録はあるが、疑問とのこと。

## 類似の種など
同属のものとしては日本ではクビグロアカサシガメ H. delibuta は本種にとてもよく似ているが、前胸の前半が黒い。アシマダラアカサシガメ H. rubescens は体色のアカがより鈍い色で、また歩脚にまだら模様がある。どちらの種も数は多くなく、本種の方がはるかに普通である。他に対馬にツシマアカサシガメ H. rufithorax があり、もちろん本種に似てはいるが、腹部の幅が広いことと、通常見られるものが短翅型であり、翅の幅も狭く、長さも腹部の半分ほどしかないために判別は容易である。もちろん分布域の問題もあり、日本本土ではこの種は見られない。その他、基本的には斑紋で区別が出来て、本種の特徴は頭部は黒、前胸は全体に赤、腹部側面は赤と黒の縞、歩脚は黒、の組み合わせである。
名前の上ではシマサシガメ Sphedanolestes impressicollis に似ているかのようだが、このサシガメは細身で黒と白の縞模様となっており、また草や低木の上に生活するものなので全く似ていない。